# Neleucania bicolorata
Neleucania bicolorata là một loài bướm đêm trong họ Noctuidae.